# Ognon (rivier)
De L'Ognon is een Franse rivier die ontspringt bij Château-Lambert in de Haute-Saône op een hoogte van 904 m. De Ognon stroomt in de Saône bij Heuilley-sur-Saône op een hoogte van 185 m.
Deze natuurlijke rivier kan vooral in de herfst een wilde stroom worden met een debiet van 10 m3/s. Er zijn 55 stuwen en overlaten in de stroom.
- Bibliothèque nationale de France: cb11964023q (data)
- Gemeinsame Normdatei: 4371925-9
- Virtual International Authority File: 246938719